# Могн'їн (князівство)
Могн'їн (Мохньін) або Монгйян  — шанське князівство, що існувала з сердини XIV до початку XVII ст. У 1510-х роках утворило союз шанських князівств, на чолі якого підкорило царство Аву. Деякий час боролася з державою Таунгу за гегемонію в регіоні, але у 1540-х роках зазнало поразки. Згодом була підкорено володарями Таунгу.

## Історія
На території Могн'їн з VII століття діяли різні шанські вождества. Першим відомим таким був вождь Кунпа. Протягом століть вождіства сплачували данину, але не являли собою будь-якого державного формування. Під час утворення держави Муанг Мао її правитель Сі Кефа, що боровся на той час з імперією Юань 1347 року надав Самулону у володіння містечко Могн'їн з титулом собва. В його завдання було захист північних земель Муанг Мао від ворожих військ.
Нащадки Самулона загалом зберігали вірність Муанг Мао. З послабленням останньої після 1371 року поступово набуває самостійність. Але у 1375 року зазнає поразки від царства Ави, внаслідок чого визнає її зверхність. У 1380-х роках знову увійшло до складу Муанг Мао. Але поразка останнього у 1388 році від імперії Мін і 1392 року від Ави дозволило Могн'їну вести самостійну політику.
Напочатку 1400-х років відбувається боротьба з князівством Кале (Калай), чим скористалася Ава, що 1406 року підкорила обидва шанські князівства. 1410 року собвою Могн'їна призначено представник правлячої династії Ави. З цього часу стає частиною бірманського царства. бере участь у війнах проти імперії Мін.
1427 року Могн'їн, де вже було призначено шанського вождя, повстало й здобуло незалежність. Втім 1430 року правлячий рід було вигнано Сонганпа, саофа Муанг Мао, який приєднав князівство до своїх володінь. Аде 1439 року зазнало нової поразки від аваських військ, підкорившись Міньєчавсві I, який поставив тут собвою свого швагера Тхіхапате. 1446 року за ава-мінською угодою князівство було визнано за царями Ави.
1450 року фактично стало центром володінь династії з Муанг Мао. До 1460 року внаслідок занепаду Ави князівство Могн'їн відновило незалежність, але 1476 року знову вимушено було підкоритися Аві.
У 1490-х року вкотре здобуває незалежність. В цей час відбувається боротьба шанських князівств за гегемонію, оскільки раніше потужна держава муанг Мао перетворилася на невеличке князівство. Тут перемогу здобуває Со Лон, собва Могн'їн. завдяки високому авторитету внаслідок успішних грабіжницьких походів на царство Аву. Близько 1510 року формується союз шанських князівств на чолі із Могн'їн, до 1519 року він суттєво розширюється, охопивши практично усі провідні шанські утворення, окрім Шібо.
У походах 1524 і 1527 років було знищено царство Ава, внаслідок чого володіння шанського союзу охопило усю Верхню Бірму. В подальшому союз шанських князівств стикнувся з державою Таунгу, що розташовувалася південніше. Боротьба з нею тривала до 1555 року й завершилася поразкою.
Розпад союзу шанських князівств знизив можливості князівства вести активну загарбницьку політику. Проте До 1584 року тривала війна з утвореною імперією Таунгу. Наслідком стала поразка й визнання собвами Могн'їну зверхності останньої. Але шани намагалися відновити незалежність. Зрештою 1604 року війська таунгу знищили князівство, приєднавши його до своїх володінь.

## Устрій
На чолі стояв собва (шанською — саофа (саопа)), що мав ранг на кшталт племенного князя. Його влада була певною мірою обмежена радою старійшин. Втім у військовий час мав необмежені повноваження, а його авторитет залежав від військових успіхів. Загалом князівство було войовничим, основним заняттям були напади на сусідів. Тому уся структура князівства підкорювалася цьому.